# Bernabé Varona
Bernabé Varona Borrero (Puerto Príncipe, 23 de noviembre de 1845-Santiago de Cuba, 4 de noviembre de 1873) apodado ”Bembeta”, fue un militar y mecánico cubano del siglo XIX. 

## Orígenes y primeros años
Bernabé Varona Borrero, alias “Bembeta”, nació el 23 de noviembre de 1845 en la ciudad cubana de Puerto Príncipe (actual Camagüey).
De familia acomodada, quedó huérfano en la infancia y lo enviaron a estudiar a Estados Unidos. En dicho país aprendió inglés, el cual hablaba con fluidez. 
Retornó a Cuba en 1856 y se hizo mecánico, pasando a trabajar en ingenios azucareros, donde trabó amistad con esclavos y se hizo abolicionista. 
De carácter fogoso, elevada estatura y complexión atlética. 

## Guerra de los Diez Años
El 10 de octubre de 1868 estalló la Guerra de los Diez Años (1868-1878), primera guerra por la independencia de Cuba. 
Los camagüeyanos se levantaron en armas el 4 de noviembre de ese mismo año, durante el Alzamiento de las Clavellinas. Bembeta era uno de los casi 80 hombres que participaron en este hecho. 
En los primeros meses de la guerra, Bembeta combatió bajo las órdenes del general Manuel de Quesada. 
Tras la Asamblea de Guáimaro, en abril de 1869, fue nombrado coronel del Ejército Libertador de Cuba. Fue el oficial cuyas tropas tuvieron a su cargo incendiar la ciudad de Guáimaro, ante la imposibilidad de defenderla del enemigo. 
Resultó levemente herido el 16 de agosto de 1869, durante la primera toma de Las Tunas, ciudad que también fue incendiada por los mambises, al no poder tomarla totalmente. 
En 1870 fue ascendido a general de brigada (brigadier) y enviado al mando de 600 hombres a invadir Las Villas, para después continuar hacia el Occidente de la isla. Sin embargo, una grave epidemia de cólera diezmó las tropas cubanas y frustró dicha campaña. 
Nombrado jefe de Sancti Spíritus, las tropas de dicha región se le insubordinaron, debiendo regresar el brigadier Bembeta a su región natal, en donde combatió bajo las órdenes de los mayores generales Ignacio Agramonte y Manuel Boza.

## Últimos años y muerte
Bembeta fue comisionado por el gobierno de la República de Cuba en Armas para viajar al extranjero a organizar una fuerte expedición con armas, municiones y hombres para reforzar a los mambises cubanos. 
Luego de varios años de preparación, la expedición del vapor “Virginius” partió desde Jamaica a fines de octubre de 1873, pero fue capturada por el cañonero español “Tornado”, el cual condujo a los expedicionarios apresados a la ciudad de Santiago de Cuba. 
Juzgados sumariamente, la mayoría fueron fusilados en los primeros días de noviembre. En el caso particular del brigadier Bernabé Varona, fue fusilado por el pecho por un pelotón español y lo decapitaron el 4 de noviembre de 1873, pocas semanas antes de cumplir veintiocho años de edad.